# Шосте липня
«Шо́сте ли́пня» — радянський чорно-білий історико-революційний художній фільм режисера Юлія Карасика, знятий в 1968 році з нагоди 100-річчя від дня народження Володимира Леніна на кіностудії «Мосфільм» за однойменною п'єсою Михайла Шатрова. Фільм заснований на реальних історичних подіях і присвячений 50-річчю придушення більшовиками лівоесерівського заколоту, який стався в Москві в липні 1918 року, під час Громадянської війни в Росії.

## Сюжет
1918 рік. У Росії голод, розруха, інтервенція. 4 липня в Москві відкривається V Всеросійський з'їзд Рад робітничих, селянських, червоноармійських і козачих депутатів. У рядах революціонерів — розкол. Ліві есери спробували вирвати владу з рук більшовиків. На вимогу фракції лівих есерів до депутатів звертається з полум'яною промовою представник підпільного українського селянського з'їзду Александров. Він закликає присутніх голосувати за відмову від ганебного Брестського мирного договору. Після виступу Леніна, що доводить неможливість, в умовах катастрофічної нестачі сил, вести війну з Німеччиною, більшістю голосів, з'їзд приймає резолюцію фракції більшовиків, яка схвалює діяльність Раднаркому. 6 липня Центральний комітет Партії лівих есерів зібрався на екстрене засідання. Для розриву неприйнятного, на їхню думку, договору ухвалили фізично усунути німецького посла графа Мірбаха. Убивство посла — сигнал до повстання. Одна за одною в руках нападників опиняються будівлі найважливіших міських служб. На бік заколотників переходять деякі військові частини в Москві. Заарештовано Дзержинського і Лаціса. Надійшло повідомлення з Ярославля про заколот, очолюваний Савінковим. До вечора, залучивши останні резерви, більшовики відправляють делегатів з'їзду в трудові колективи агітувати маси й організовувати оборону міста. Усім гранично ясно, що для ефективної протидії потрібні не слабо навчені добровольці, а організована військова сила. На світанку в місто увійшли частини Латиської стрілецької дивізії. Місія Данішевського, відправленого на переговори, завершилася успішно. За кілька годин важких боїв Лівоесерівський заколот придушили. 9 липня 1918 року V Всеросійський з'їзд Рад робітничих, селянських, червоноармійських і козачих депутатів відновив свою роботу.

## У ролях
- Юрій Каюров —   Володимир Ілліч Ленін
- Володимир Татосов —   Свердлов
- Василь Лановий —   Дзержинський
- Борис Рижухін —   Чичерін
- Георгій Куликов —   Бонч-Бруєвич
- Володимир Самойлов —   Подвойський
- Алла Демидова —  Марія Спиридонова
- Іван Соловйов —   Андрій Колегаєв, член ЦК партії лівих есерів
- Армен Джигарханян —  Прош Прош'ян, член ЦК партії лівих есерів
- Микола Волков —   граф Вільгельм Мірбах, німецький посол
- В'ячеслав Шалевич —  Яків Блюмкін, начальник секретного відділу ВНК, лівий есер
- Володимир Горєлов —   Микола Горбунов, секретар Леніна
- Родіон Александров —   Анатолій Луначарський
- Юріс Мартіньш Плявіньш —   Карл Данішевський
- Харій Лієпіньш —   Іоаким Вацетіс
- Л. Надєждін — епізод
- Роман Хомятов —   Михайло Фрунзе
- Ніна Веселовська —  Інеса Арманд
- Євген Буренков —  Карпов, делегат з'їзду
- Леонід Марков —   Олександр Цюрупа
- Юрій Назаров —  В'ячеслав Олександрович, лівий есер, заступник Дзержинського
- Сергій Плотніков —   О. Х. Александров, представник підпільного українського селянського з'їзду
- Андрій Крюков —   Борис Камков, член ЦК партії лівих есерів
- Зиновій Високовський — епізод
- Григорій Острін —   Донат Черепанов, член ЦК партії лівих есерів
- Олександр Январьов —  Дмитро Попов, командир кінного загону ВНК, лівий есер
- Сергій Десницький —  член ЦК партії лівих есерів
- Геннадій Барков —   Юрій Саблін, військовий комісар Московського району
- Михайло Селютін — епізод
- Олег Мокшанцев —   Яків Петерс
- Герман Коваленко — епізод
- В. Миррський — епізод
- Леонід Євтіф'єв —  Микола Андрєєв, вбивця Мірбаха, представник ревтрибуналу
- Улдіс Пуцитіс —   Мартин Лаціс
- Олександр Ширвіндт —   Лев Карахан
- Віктор Селезньов — епізод
- Гаррі Дунц — епізод
- Віктор Шульгін —  комендант Кремля
- Олександр Лук'янов — епізод
- В. Шубін — епізод
- Хайнц Браун —  радник посольства Німеччини
- Леонід Пярн — епізод
- В. Мефьодов — епізод
- М. Чугунов — епізод
- Микола Романов —  делегат з'їзду
- Дмитро Орловський —  делегат з'їзду
- Рогволд Суховерко —  делегат з'їзду
- Борис Хімічев —  телеграфіст
- Роберт Дагліш —  іноземний кореспондент
- Василь Корзун — епізод
- Віллор Кузнецов —  чекіст Хрустальов
- Володимир Гостюхін —  вартовий солдат

## Знімальна група
- Автор сценарію —  Михайло Шатров
- Постановка —  Юлій Карасик
- Режисер — М. Орлов
- Головний оператор —  Михайло Суслов
- Художник-постановник —  Борис Бланк
- Художник — О. Алікін
- Композитор —  Альфред Шнітке
- Звукооператор — Лія Беневольська
- Диригент —  Вероніка Дударова
- Художники-гримери — А. Анджан, Ю. Ємельянов, З. Єгорова, А. Демидов
- Художники по костюмах — А. Докучаєва, Л. Харко
- Асистенти:

режисера — Є. Граєвська, А. Ніколаєв, Ю. Павлов, Є. Ярова: оператора — О. Горшков, І. Юмашев
- Комбіновані зйомки:

художник — М. Семенов: оператор — В. Севастьянов
- Головний консультант —  Владлен Логінов
- Консультанти — Є. Трусов, Г. Хохлачов
- Редактори — Н. Боярова, А. Пудалов
- Монтаж — М. Карєв
- Директор картини — П. Феллер